# 東廣漢郡
東廣漢郡，中国古代的郡。
蜀汉后主刘禅延熙年间，分广汉郡设置东广汉郡，治所在郪县（今四川省三台县南郪江乡），下辖郪县、德阳、五城、广汉四县。263年，蜀汉灭亡，曹魏咸熙年间，并东广汉郡入广汉郡。西晋改原东广汉郡为广汉郡，广汉郡为新都郡。